# 蒂莫·舒尔茨
蒂莫·舒尔茨（德語：Timo Schultz，1977年8月26日—）是一位德国前足球运动员及现任足球教练，自2024年1月起执教德甲俱乐部科隆。

## 球员生涯
舒尔茨自幼便在其家乡东弗里斯兰的埃森斯体操及体育俱乐部开始踢足球，1995年起转投云达不来梅效力至2000年。从2000年至2002年，他代表吕贝克足球俱乐部作赛。随后舒尔茨为哈尔堡TB效力了六个月。自2003年1月到2005年，他效力于荷尔斯泰因基尔，期间甚至被时任主教练弗兰克·诺伊巴特下放至二队。 由于荷尔斯泰因球迷的大规模抗议，舒尔茨得以重返一线队，并能够用进球回报信任。尽管如此，他仍然于2005-06赛季转会至北部地区联赛的圣保利。 起初舒尔茨只打算进入二队，但他很快就在一线队站稳了脚跟，并为2006-07赛季升入德乙以及在接下来的赛季保级中发挥了重要作用。至2009-10赛季结束时，舒尔茨甚至跟随圣保利升入了德甲联赛。
2010年9月25日，舒尔茨在圣保利主场对阵普鲁士多特蒙德的比赛中于第83分钟替补登场，完成德甲首秀。当2011年6月30日职业合同到期后，他与圣保利签订了一份新的业余合同，期至2012年6月30日届满。同时他成为球队的助理教练。球员生涯结束后，这位下萨克森人仍留在俱乐部担任教练。

## 教练生涯
舒尔茨于2011-12赛季开始了他的教练生涯，担任圣保利二队（U23梯队）主帅约恩·格罗斯科普夫的球员兼助理教练。自2012-13赛季起，他又升任正参加德乙的一线队主帅安德烈·舒伯特的助教。此后直至2014年12月，他还相继辅佐过、罗兰·弗拉贝茨和托马斯·梅格勒等历任主教练。2014年12月中旬，随着埃瓦尔德·利能被聘为新任圣保利主教练，舒尔茨被下放至青训营。2015年2月，他接任正在U17德甲作赛的17岁以下梯队主教练。从2017年6月起，舒尔茨参加了德国足协举办的第64期足球教练资格培训班，并于2018年3月顺利结业。2018-19赛季，舒尔茨接手正在U19德甲作赛的19岁以下梯队。
2020-21赛季，舒尔茨作为约斯·吕许凯的继任者接掌了身处德乙的圣保利一线队，俱乐部是在去季排名第十四后与吕许凯分手。前者签订了一份期至2022年6月30日届满的合同。然而，球队在新赛季的上半程仅积16分排名第十五，表现不佳。它们还在德国足协杯首圈对阵地区联赛球队埃尔弗斯贝格的比赛中被淘汰。在引进了一些新援之后，下半赛季的表现则要好得多。圣保利在赛季后半程相继取得过五连胜和四连胜，得以迅速脱离降级区，最终以积47分排名中游第十。这种良好的状态也延续到了2021-22赛季前半程。球队积36分成为秋季冠军，此时已经领先首个非升级名额7分。但在赛季后半程，成绩急剧下滑。它们仅赢下5场比赛，因此失去升级资格，以第五名完赛，与直接升级名次的差距为6分，与附加赛资格的差距也有3分。赛季后半程的糟糕状态则延续到了2022-23赛季。由于2022年卡塔尔世界杯，当季前半程结束后于2022年11月中旬便进入冬歇期。至此，圣保利仅取得3场胜利，积17分排名第十五位，仅比垫底球队多1分，面临降级危险。由于“2022年竞技发展不理想”，舒尔茨在冬歇期遭解雇。
2023年5月，舒尔茨与瑞士足球超级联赛俱乐部巴塞尔签订了一份为期两年的主教练合同，自2023-24赛季开始生效。然而，他率队在当季欧洲协会联赛外围赛第二圈对阵哈萨克斯坦球队的比赛中被淘汰；巴塞尔也在联赛前七场比赛中仅得到5分。2023年9月29日，俱乐部以“竞技状况不尽如人意”为由将舒尔茨免职。
2024年1月4日，德甲俱乐部科隆宣布签入舒尔茨担任主教练。